# Britny Fox
Britny Fox est un groupe américain de hard rock, plus précisément glam, originaire de Philadelphie, en Pennsylvanie. Il est formé en 1985 par « Dizzy » Dean Davidson et le guitariste Michael Kelly Smith, ancien membre du groupe Cinderella. Leur titre Long Way to Love est le plus connu du grand public. Après deux séparation en 1992 et 2008, Britny Fox revient finalement en 2015. 

## Historique

### Première période
Britny Fox est formé en 1986 à Philadelphie. Le groupe est à l'origine dirigé par le chanteur et guitariste « Dizzy » Dean Davidson. Le groupe fait aussi participer Billy Childs à la basse, l'ex-guitariste de Cinderella Michael Kelly Smith à la guitare et le batteur Tony Destra. L'idée du nom est suggéré par Davidson, qui nommera le groupe d'après l'un de ses ancêtres. Le groupe est décrit sur une compilation de « thrash glam victorien ».
Grâce à leurs liens avec Cinderella, le groupe obtient un contrat avec une major. Cependant, alors que tout se déroule bien pour le groupe, leur chute ne fait que commencer. Tony Destra est tué lors d'un accident de la route en 1987. Prêts à jouer en tournée, ils recrutent temporairement le batteur Adam West jusqu'à l'arrivée de John DiTeodoro (Johnny Dee), ancien batteur du groupe Waysted.
Le groupe sort une démo en 1986 intitulée In America, sur laquelle le batteur Tony Destra a joué, et une démo en 1987 intitulée Rock Is Gonna Fight, qui fait participer le batteur Adam West. Leur album, homonyme, publié en 1988, est l'un des meilleurs pendant la saison 1988–1989, certifié disque d'or (plus de 500 000 exemplaires vendus) et plus de 625 000 fans qui assistent à leurs 130 concerts pour Poison et Warrant. Ils remportent le Reader's Choice Award du meilleur groupe au Metal Edge Magazine en 1988. Après la sortie de leur deuxième album en 1989, Boys in Heat, Davidson part et forme le groupe Blackeyed Susan. Il est remplacé par Tommy Paris (aka Don Jillson), ancien membre du groupe Jillson. Le guitariste d'Ozzy Osbourne, Zakk Wylde et le batteur des Poison, Rikki Rockett, participent au troisième album, Bite Down Hard, publié en 1991.
Michael Kelly Smith jouera au sein de Cinderella avant son renvoi.

### Deuxième période
Britny Fox se réunit en 2000 avec la même formation avant sa séparation, et publie un quatrième album, Springhead Motorshark, en 2003. Le groupe tourne en Amérique et en Europe en 2007 et 2008. Le batteur Greg D'Angelo devait se joindre au groupe, mais sera remplacé par Henry Now.
Le bassiste Billy Childs jouera brièvement dans le film d'horreur Incest Death Squad (2009). Childs jouera ensuite de la basse pour le tribute band à Led Zeppelin Get the Led Out.

### Troisième période
En 2010, « Dizzy » Dean Davidson tente de réunir le groupe, sans résultat. Le 25 avril 2015, le groupe est annoncé, avec le bassiste Billy Childs, le batteur Johnny Dee, le chanteur et guitariste Tommy Paris et le nouveau guitariste Chris Sanders pour un nouvel album

## Discographie

### Albums studio
- 1988 : Britny Fox
- 1989 : Boys In Heat
- 1991 : Bite Down Hard
- 2003 : Springhead Motorshark

### Album live
- 2001 : Long Way to Live!